# Гаврил Радомир
Гаврил (Гавраил, Гавриил) Радомир е български цар в периода 1014 – март 1015 г., първороден син на цар Самуил и Агата. Във византийски извори е наричан и „Роман“.

## Биография
На 14 юни 987 г. избухва свада между Самуил и брат му Арон, водил преговори за мир с Василий II. Тя завършва с унищожаването на целия Аронов род с изключение на сина му Иван Владислав, за когото се застъпва неговият братовчед Гаврил Радомир. Допуска се, че Иван Владислав и Гаврил Радомир участват в битката при Траянови врата в Ихтиманския проход през 986 г., когато византийците са разгромени. Тази теза е застъпена в някои исторически трудове, но редица изследователи я отхвърлят.
Самуил и Гаврил Радомир са ранени при успешната за византийците битка при река Сперхей през 996 г. Цар Самуил, на върха на своята мощ, оженва Гаврил Радомир за дъщерята на унгарския владетел Геза. Този брак е разтрогнат след смъртта на Геза, тъй като българите не подкрепят сина му Стефан I в претенциите му за унгарския престол. В резултат на това византийци и унгарци чрез съвместни действия разгромяват българските войски на северозапад. Видин пада през 1003 г.
Непосредствено след битката при Беласица през лятото на 1014 г. Гаврил Радомир разгромява войската на солунския дук Теофилакт Вотаниат край Струмица. Цар Самуил умира на 6 октомври същата година. Девет дни по-късно Гаврил Радомир заема престола. Същата есен (1014 г.) император Василий II прониква с армията си до Битоля и опожарява дворците на Радомир.

Според Йоан Скилица Гаврил Радомир е убит по време на лов от братовчед си Иван Владислав (март месец 1015 г.), който се провъзгласява за цар и изпраща писмо на Василий II с предложение за мир. Предполага се, че византийската дипломация участва в преврата. Според Дуклянската летопис Василий II обещава Драч на Иван Владислав за убийството. Най-възрастният син на Гаврил Радомир е измъчван и ослепен, а другите му деца се предават на Василий II в Охрид, след гибелта на цар Иван Владислав през 1018 г., заедно с царица Мария, нейните деца, както и войводите.

## Брак и потомство
Гаврил Радомир се жени два пъти:
∞ 1. за дъщерята на унгарския владетел Геза Унгарски, развод 988 или ок. 1000, от която има един син:
- Петър Делян (* ок. 1001, † 1041, Константинопол), български цар в периода 1040 – 1041 г., 1040 начело на въстанието на българите срещу византийското владичество.

Според хипотеза на Ян Младжов, византолог в Историческия факултет на Университета по хуманитарни науки в Сан Диего, Гаврил Радомир и унгарската принцеса имат и дъщеря Агата, която е омъжена за английския престолонаследник Едуард Изгнаника. Втората хипотеза за българския произход на Агата е на руската византоложка К. Капсаликова. Според нея Агата не е дъщеря, а внучка на Гаврил Радомир от неговия син Петър Делян. 
∞ ок. 999 за Ирина от Лариса, известна и като Ирина Каматерос/ Ирина Радомирова, от която има:
- пет сина и две дъщери, чиито имена не са известни.[13]

## Памет
В чест на Гаврил Радомир от 1942 г. най-високият връх на планината Беласица носи името Радомир.